# روبن داف
روبن داف (بالإنجليزية: Robin Duff)‏ هو نقابي نيوزلندي، ولد في 1947، وتوفي في 16 فبراير 2015.